# 岩澤群
数学における岩澤群（いわさわぐん、英: Iwasawa group、岩澤健吉に由来）、M群 (英: M-group)、モジュラー群 (英: modular group) とは、その部分群の束がモジュラーであるような群のことである。
また、ある群 G が岩澤群であるとは、G の各部分群が G 内準正規ということであるとも言える(Ballester-Bolinches et al. 2010, pp. 24–25)。
Iwasawa (1941) は、p-群 G が岩澤群であることは、以下のどちらかが起こることと同値であることを示した。
- G はデデキント群（英語版）。
- G はアーベルな正規部分群 N を持ち、商群 G/N は巡回群である。かつ、G/N の生成元を q とすると、任意の n ∈ N に対し、q−1nq = n1+ps なる s が存在する。一般的には s ≥ 1だが、p = 2 の場合は s ≥ 2 となる。

Berkovich & Janko (2008, p. 257)によると、岩澤の証明には重要な欠陥があると思われ、これはフランコ・ナポリターニとズヴォニミル・ヤンコによって修正された。 Roland Schmidt (1994) は彼の教科書で、異なる方針による別証明を与えている。 その証明の中で、有限 p-群が岩澤群であることと、そのすべての部分群が準正規であることが同値だと示されている (Schmidt 1994, p. 55, Lemma 2.3.2)。
有限 p-群の各部分群は亜正規で、亜正規性と準正規性が一致している有限群のことをPT-群という。 したがって、有限 p-群が岩澤群であることとPT-群であることは同値である。